# Ottomar Pinto
Ottomar de Sousa Pinto GOMM (Petrolina, 19 de janeiro de 1931 — Brasília, 11 de dezembro de 2007) foi um militar e político brasileiro que exerceu por três vezes o mandato de governador de Roraima.

## Militar e político
Filho de Félix Pinto e Otília Souza Pinto, natural de Pernambuco, optou pela carreira militar e logo estava servindo na região amazônica tendo sido aluno do Curso de Formação de Oficiais da Escola de Aeronáutica Campo dos Afonsos no Rio de Janeiro. 
Formado em Engenharia Civil pela Escola Nacional de Engenharia, em Medicina pela Faculdade Nacional de Medicina do Rio de Janeiro e em Engenharia Elétrica pela Universidade Federal do Rio de Janeiro, fez curso de aperfeiçoamento de oficiais em São Paulo e a seguir rumou para os Estados Unidos onde viveu entre 1970 e 1971 e obteve Mestrado em Pavimentação pela Texas University e Mestrado em Transportes pela Berkeley University na Califórnia. 
De volta ao Brasil fez o curso de Estado-Maior pela Escola de Comando e Estado-Maior da Aeronáutica (ECEMAR) formando-se em 1973 e chegando ao posto de Brigadeiro. Residente no Pará por alguns anos formou-se ainda em Direito pela Universidade Federal do Pará e em Economia pelas Faculdades Integradas do Colégio Moderno (FICOM). A página oficial do governo do estado informa que ele possui graduação também em Ciências Contábeis e em Administração.
Sua guinada rumo à política aconteceu sob a legenda da ARENA  e a seguir do PDS quando foi nomeado governador do então Território Federal de Roraima pelo presidente João Figueiredo, administrando o território entre os anos de 1979 e 1983. 
Após rápidas passagens pelo PMDB e pelo PDC, Ottomar Pinto optou pelo PTB sendo eleito deputado federal em 1986 e nessa condição participou da Assembléia Nacional Constituinte cuja nova carta magna elevou Roraima à condição de estado. 
No pleito de 1990, Ottomar Pinto foi o primeiro governador eleito pelo voto direto para governar Roraima. Em 1992, Ottomar foi admitido pelo presidente Fernando Collor à Ordem do Mérito Militar no grau de Grande-Oficial especial.
Eleito prefeito de Boa Vista em 1996. Foi derrotado por Teresa Jucá quando tentou a reeleição no ano 2000. Sua última eleição disputada pelo PTB foi em 2002 quando foi derrotado por Flamarion Portela na disputa pelo governo do estado. 
Retornou ao governo do estado em 10 de novembro de 2004 após a decisão do Tribunal Superior Eleitoral que cassou o mandato de Flamarion Portela por crime eleitoral. 
Já filiado ao PSDB foi reeleito governador em 2006. Faleceu em Brasília em razão de uma parada cardiorrespiratória.
Marluce Pinto, sua esposa, foi Senadora pelo PMDB, sua filha Otília Pinto foi Prefeita de Rorainópolis e sua outra filha Marília Pinto é deputada estadual.

## Homenagem
Em 26 de Janeiro de 2018 foi inaugurada, na Esplanada do Palácio Senador Hélio Campos, uma estátua em memória ao ex-governador de Roraima Ottomar de Sousa Pinto. A estátua, em fibra de vidro, possui tamanho real e encontra-se na posição de pé em saudação, com o braço direito levantado e mão espalmada.